# Бутовщина
Бу́товщина — село в Україні, у Миколаївській селищній громаді Сумського району Сумської області. Населення становить 12 осіб. До 2016 орган місцевого самоврядування — Миколаївська селищна рада.

## Географія
Село Бутовщина розташоване за 3.5 км від річки Вир. На відстані 3 км розташовані села Шевченківка, Самара, Гостинне, Аркавське та селище Зоряне.
По території села протікає струмок із загатою, котрий пересихає.

## Історія
- Село постраждало внаслідок геноциду українського народу, проведеного урядом СССР 1923—1933 та 1946–1947 роках.
- 12 червня 2020 року, відповідно до розпорядження Кабінету Міністрів України № 723-р «Про визначення адміністративних центрів та затвердження територій територіальних громад Сумської області», село увійшло до складу Миколаївської селищної громади[1].
- 19 липня 2020 року, в результаті адміністративно-територіальної реформи та ліквідації Білопільського району, село увійшло до складу новоутвореного Сумського району[2].